# Lambdina bibularia
Lambdina bibularia là một loài bướm đêm trong họ Geometridae.